# Giorgio Pantano
Giorgio Pantano (Pàdua, Itàlia, 4 de febrer de 1979) és un pilot d'automobilisme italià que participà en la Fórmula 1 durant 14 curses la temporada 2004 amb l'equip Jordan Grand Prix.

## Trajectòria
Pantano s'inicià en el món del Karting, on té un gran palmarès tant en l'àmbit nacional com internacional. L'èxit del Karting li permeté cridar l'atenció i fer una prova amb l'equip de Fórmula 1 Benetton, no obstant això, l'any 2000 començà a disputar el campionat de Fórmula 3000 en el que finalitzà 9é, 2n i 3r classificat de la general al llarg de les tres temporades que disputà aquest campionat.
La seva arribada a la Fórmula 1 es produí l'any 2004 de la mà de l'equip Jordan Grand Prix, on tan sols li permeteren disputar 14 de les 18 proves del Campionat, essent substituït pel pilot Timo Glock.
Des de la seva marxa de la Fórmula 1 ha esdevingut pilot de la GP2, aconseguint guanyar aquest campionat, considerat la segona divisió de la Fórmula 1, l'any 2008.